# Маленьке
Мале́ньке (до 1948 — Кічкене, крим. Kiçkene) — село в Україні, у Сімферопольському районі Автономної Республіки Крим. Від 2014 року окуповане Росією.

## Загальні відомості
В селі — 10 вулиць та 1 провулок. Площа села — 105,3 гектара, в селі налічується 549 домогосподарств та 1574 жителів. У 2012 році межі села були змінені і його площа збільшилася до 116,14 га. Тимчасовою російською владою створено окупаційну адміністрацію муніципального бюджетного загальноосвітньоно закладу «Маленська школа», дитячий садок «Яблунька», агропромисловий коледж Національного аграрного університету, Будинок культури, фельдшерсько-акушерський пункт, поштове відділення зв'язку, аптека, відділення садівництва Нікітського ботанічного саду.